# Трубников, Николай Васильевич
Никола́й Васи́льевич Тру́бников (1910? — 1980?) — советский учёный и педагог, лауреат Сталинской премии.

## Биография
Даты рождения и смерти пока не выяснены, ориентировочно 1910—1980. Не следует путать его с полным тёзкой Н. В. Трубниковым — профессором МХТИ.
С 1949 г. заведующий лабораторией СКБ-245.
В 1950-е гг. зав. кафедрой математических машин МВТУ.
В 1960 г. организовал и возглавил кафедру математических и счетно-решающих приборов и устройств факультета электроники и системотехники в Московском лесотехническом институте (МЛТИ).
Доктор технических наук, профессор.

## Публикации
1. Сборник задач по курсу «Введение в программирование» [Текст] / Н. В. Трубников, В. Д. Сушилин ; М-во высш. и сред. спец. образования СССР. Моск. лесотехн. ин-т. Фак. автоматики и вычисл. техники. Кафедра «Вычисл. техника». — Москва : [б. и.], 1975-. — 21 см.
2. О принципах построения и действия современных вычислительных машин [Текст] : (Стеногр. лекции) / Проф. Н. В. Трубников. — Москва : [б. и.], 1967. — 12 с. : схем.; 21 см. — (Лекция/ Ун-т науч.-техн. прогресса на ВДНХ СССР. Фак. радиоэлектроники и электронной техники).
3. Применение ЭЦВМ для планирования и управления лесозаготовительной промышленностью [Текст] / Н. В. Трубников, В. А. Боровицкий. — Москва : Лесная пром-сть, 1971. — 40 с. : схем.; 21 см. — (Из цикла заочных лекций по применению вычислительной техники для оптимизации планирования и управления в лесной промышленности и лесном хозяйстве. Лекция/ Науч.-техн. о-во лесной пром-сти и лесного хоз-ва. Обществ. заоч. ин-т Центр. правл.; 10).
4. Основы программирования на языке Ассемблера [Текст] : Учеб. пособие по курсу «Систем. программир.» для спец. 0608 / Н. В. Трубников, А. В. Сурков. — Москва : МЛТИ, 1979. — 47 с. : ил.; 20 см.
5. Арифметические и логические основы электронных цифровых вычислительных машин [Текст] : Учеб. пособие : Курс лекций : [В 2 ч.] / М-во высш. и сред. спец. образования СССР. Моск. лесотехн. ин-т. Фак. автоматики и вычислит. техники. Кафедра «Мат. машины». — Москва : [Моск. лесотехн. ин-т], 1974-. — 20 см.
6. Сборник задач по курсу «Введение в программирование» [Текст] / Н. В. Трубников, В. Д. Сушилин ; М-во высш. и сред. спец. образования СССР. Моск. лесотехн. ин-т. Фак. автоматики и вычисл. техники. Кафедра «Вычисл. техника». — Москва : [б. и.], 1975-. — 21 см.
7. Сборник задач по вычислительным машинам и программированию : [Для вузов по спец. «Экономика и орг. лесн. пром-сти и лесн. хоз-ва» и «Экономика и орг. деревообраб. и целлюлоз.-бум. пром-сти»] / И. А. Лосев, Н. В. Трубников. — М. : Лесн. пром-сть, 1980. — 144 с.; 21 см.
8. Электроника и вычислительная техника в лесном хозяйстве, лесной и деревообрабатывающей промышленности [Текст] / Ред. коллегия: … проф. Н. В. Трубников (отв. ред.) [и др.]. — Москва : [б. и.], 1976. — 224 с. : ил.; 20 см. — (Научные труды/ М-во высш. и сред. спец. образования СССР. Моск. лесотехн. ин-т МЛТИ; Вып. 86).
9. Арифметические и логические основы электронных цифровых вычислительных машин [Текст] : Учеб. пособие : Курс лекций : [В 2 ч.] / М-во высш. и сред. спец. образования СССР. Моск. лесотехн. ин-т. Фак. автоматики и вычислит. техники. Кафедра «Мат. машины». — Москва : [Моск. лесотехн. ин-т], 1974-. — 20 см. Ч. 1: Арифметические основы электронных цифровых вычислительных машин. — 1974. — 105 с. : ил.

## Награды
- Лауреат Сталинской премии 1954 года (за 1953 г.) — за участие в создании быстродействующей вычислительной математической машины.